# Pracodawcy Rzeczypospolitej Polskiej
Pracodawcy Rzeczypospolitej Polskiej (bis 2010: Konfederacja Pracodawców Polskich, englische Eigenbezeichnung: Employers of Poland) ist der älteste und größte Arbeitgeberverband Polens.
Die Nichtregierungsorganisation wurde 1993 gegründet und repräsentiert heute nach Eigenangaben rund 7.500 Unternehmen, die etwa 4 Millionen Arbeitsplätze stellen. Der Verband nimmt seine Mitglieder direkt oder über ihm angehörende, regionale oder branchenorientierte Arbeitgeberorganisationen auf. In Polen gehört der Spitzenverband der Trilateralen Kommission für Sozialwirtschaftliche Angelegenheiten (Trójstronna Komisja do Spraw Społeczno-Gospodarczych) an, in der er als Tarifvertragspartei vertreten ist.
Auf internationaler Basis kooperiert der Verband mit der International Organisation of Employers (IOE), für die er im September 2004 in Polen die Jahrestagung ausgerichtete. Vertreter des Verbandes arbeiten in verschiedenen Institutionen auf EU-Ebene mit: European Committee on Migrant Workers, European Social Fund Advisory Committee sowie beim European Agency for Safety and Health at Work.
Der Verband verleiht seit 2002 verschiedene, jährlich vergebene Preise; dazu gehören der „Wektor“ und der „Super Wektor“ sowie die „Konfederatkis“. Langjähriger Präsident der Organisation ist Rafał Baniak.